# Споменик у Великој Грабовници
Споменик у селу Велика Грабовница, код Лесковца, подигнут је у центру села и посвећен борцима из Првог и Другог светског рата. Открио га је 7. јула 1984. године Стојан Николић Јоле, члан Савета Социјалистичке Републике Србије. Споменик је ограђен, а са леве и десне стране налазе се бисте бораца Стаменковић Борка (Миле Трта - пушкомитраљезац; 1921-1943), Стојана Илића (Цонка), члана среског комитета (1919-1943) и Саше Костића.
На јужној страни споменика пише:
Погинулим борцима 1941-1945.
1. Стаменковић Бора (1920—1943)
2. Цакић Властимир (1918—1944)
3. Вучковић Светолик (1920—1944)
4. Стаменковић Стојан (1908—1944)
5. Цветковић Пејча (1905—1944)
6. Лазаревић Спаса (1912—1944)
7. Митровић Велимир (1910—1944)
8. Марјановић Драги (1918—1944)
9. Јовановић Славко (1926—1944)
10. Михајловuћ Здравко (1927—1944)
11. Рашић Ранко (1924—1944)
12. Младеновић Живојин (1923—1944)

Жртве фашистичког терора:
1. Момчиловић Димитрије (1890—1944)
2. Цакић Димитрије (1890—1943)
3. Рајковић Драгомир (1925—1944)

Порука да се не понови
Захвални грађани Велике Грабовнице
На северној страни споменика пише:
Погинулим борцима од 1912-1918.
1. Стојановић  Ц. Милан
2. Стојановић  М. Милан
3. Стојановић  Т. Тодор
4. Стојановић Н. Крста
5. Стојковић  И. Костадин
6. Стојковић И. Драгутин
7. Стојковић Михајло
8. Савић К Влајко
9. Ђорђевић Т. Војислав
10. Ђорђевић В. Михајло
11. Митровић Н. Милан
12. Митровић Тодор
13. Рајковић Ђ. Драгутин
14. Рајковић С. Миладин
15. Мишић Ц. Љубомир
16. Јовић И. Светозар
17. Ђокић Ранђел
18. Цакић П. Алекса
19. Ценић Ђ. Јосиф
20. Станковић П. Милан
21. Станковић Влајко
22. Станковић Глигорије
23. Станковић Таса
24. Станковић Благоје
25. Стефановић М. Алекса
26. Стаменковић Т. Младен
27. Цветковић И. Михајло
28. Цветковић С. Благоје
29. Цветковић М. Јован
30. Павловић И. Милан
31. Павловић И. Владимир
32. Павловић Ј. Драгутин
33. Павловић Ј. Светозар
34. Павловић Haћa
35. Митић Милан
36. Лазаревић Т. Костадин
37. Вучковић С. Ђорђе
38. Ђорђевић Трајко
39. Костадиновић П. Станко
40. Анђелковић Ц. Љубомир
41. Милосављевић Т. Трифун
42. Јовановић Т. Алекса
43. Марковић Ђорђе
44. Јанковић Н. Прокоп
45. Јанковић Т. Тодор
46. Јанковић Т.нДимитрије
47. Костадиновић П. Алекса
48. Микић Светозар
49. Величковић Н. Глигорије
50. Митановић Ј. Трајко
51. Мишић С. Арса
52. Цветковић Алекса
53. Цветковић Прокоп
54. Лазаревић М. Милан

Захвални грађани